# 개선문 (1948년 영화)
개선문(Erich Maria Remarque's Arch Of Triumph)은 미국에서 제작된 루이스 마일스톤 감독의 1948년 드라마, 멜로/로맨스 영화이다. 에리히 마리아 레마르크의 동명의 소설을 바탕으로 제작되었다. 잉그리드 버그먼 등이 주연으로 출연하였고 데이비드 루이스 등이 제작에 참여하였다.

## 출연

### 주연
- 잉그리드 버그먼 - 조운 마두 역
- 샤를 부아예 - 라비크 역

### 조연
- 찰스 로턴

## 제작진
- 협력프로듀서: 오토 클레멘트
- 미술: 윌리엄 캐머런 멘지스